# جفری رابرت مارش

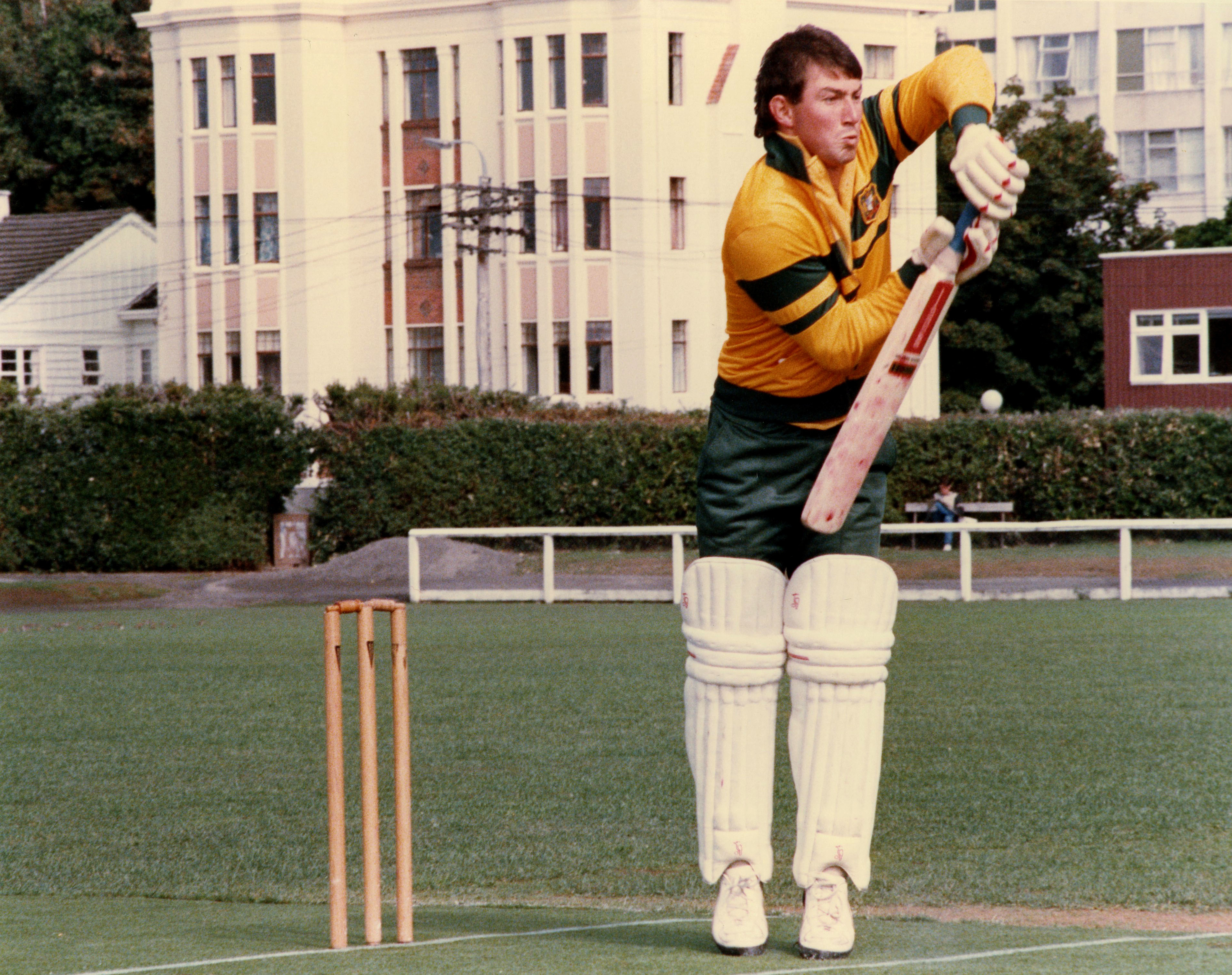

جفری رابرت مارش (زاده ۳۱ دسامبر ۱۹۵۸) بازیکن سابق کریکت و مربی استرالیایی است. او ۵۰ مسابقه تست کریکت و ۱۱۷ مسابقه بین‌المللی یک روزه برای استرالیا انجام داد. او در جام جهانی کریکت انگلستان در سال ۱۹۹۹ مربی تیم استرالیا و بعدها مربی زیمبابوه (۲۰۰۱–۲۰۰۴) و سریلانکا (۲۰۱۱–۲۰۱۲) بود. در جام جهانی کریکت انگلستان در سال ۱۹۹۹ تیم استرالیا قهرمان شد.